# Криг (Малопольське воєводство)
Криг (пол. Kryg) — село в Польщі, у гміні Ліпінки Горлицького повіту Малопольського воєводства.
Населення — 1761 особа (2011).

## Демографія
Демографічна структура станом на 31 березня 2011 року:
|          | Загалом | Допрацездатний вік | Працездатний вік | Постпрацездатний вік |
| -------- | ------- | ------------------ | ---------------- | -------------------- |
| Чоловіки | 856     | 178                | 582              | 96                   |
| Жінки    | 905     | 172                | 519              | 214                  |
| Разом    | 1761    | 350                | 1101             | 310                  |